# Acacia grasbyi
Acacia grasbyi é uma espécie de leguminosa do gênero Acacia, pertencente à família Fabaceae.